# Anežka Kovalová
Anežka Kovalová (* 1. července 1949, Šumperk) je česká malířka, kreslířka, grafička a pedagožka.

## Život
Anežka Kovalová je dcera sochaře Jiřího Jílka (1925–1981), absolventa sochařského atelieru profesora Jana Laudy. Jiří Jílek se po válce usadil v podhůří Jeseníků v Sobotíně u Šumperka. Tam v roce 1963 založil výtvarný obor Lidové školy umění a jako výtvarník spolupracoval s tamním Vlastivědným muzeem. Od roku 1968 mu byl z důvodu zhoršující se Bechtěrevovy nemoci přiznán invalidní důchod a pracoval už jen na svých sochách a veřejných realizacích. Anežka Kovalová v letech 1967–1973 vystudovala Akademii výtvarných umění v Praze u prof. Karla Součka a Jiřího Johna, který v té době vedl večerní kreslení. V ateliéru ve stejné době studoval např. Zdenek Hůla, Miroslava Zychová nebo Ivan Ouhel. Po studiích se vrátila domů do Sobotína a do roku 1981 spolupracovala se svým otcem na jeho realizacích.
Roku 1978 absolvovala stipendijní pobyt v papírnách v Českých Budějovicích, v témže roce měla v Šumperku svou první autorskou výstavu. Od devadesátých let patří k okruhu výtvarníků Galerie Kruh v Kostelci nad Černými lesy a je hostem Spolku olomouckých výtvarníků. V letech 1980–2013 učila ve výtvarném oboru Základní umělecké školy v Šumperku.
Žije a pracuje v Sobotíně. Její muž Miroslav Koval je výtvarník a dramaturg Galerie Jiřího Jílka v Šumperku, syn Štěpán (* 1974) je fotografem.

## Dílo

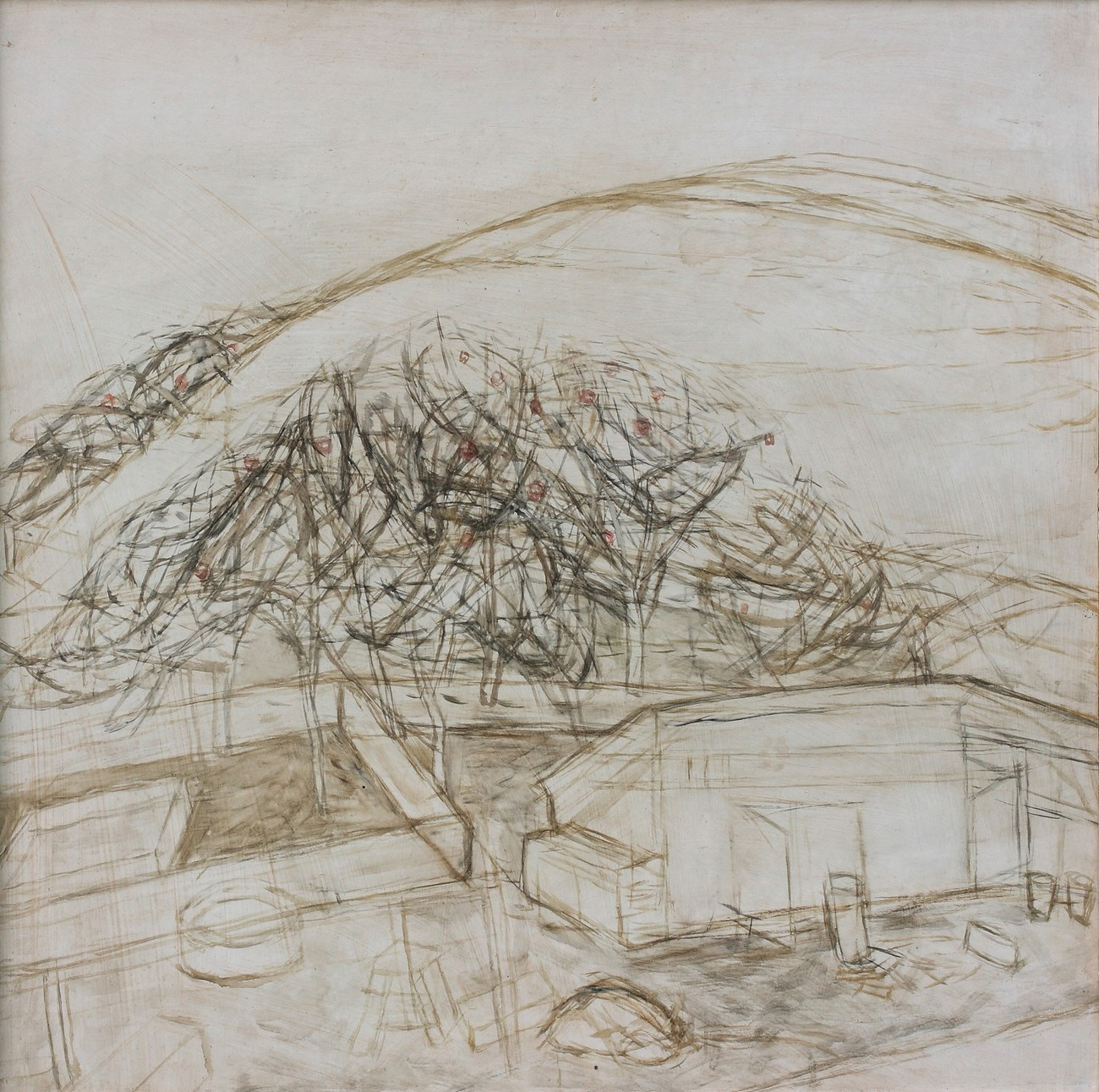
Podzim, 1972

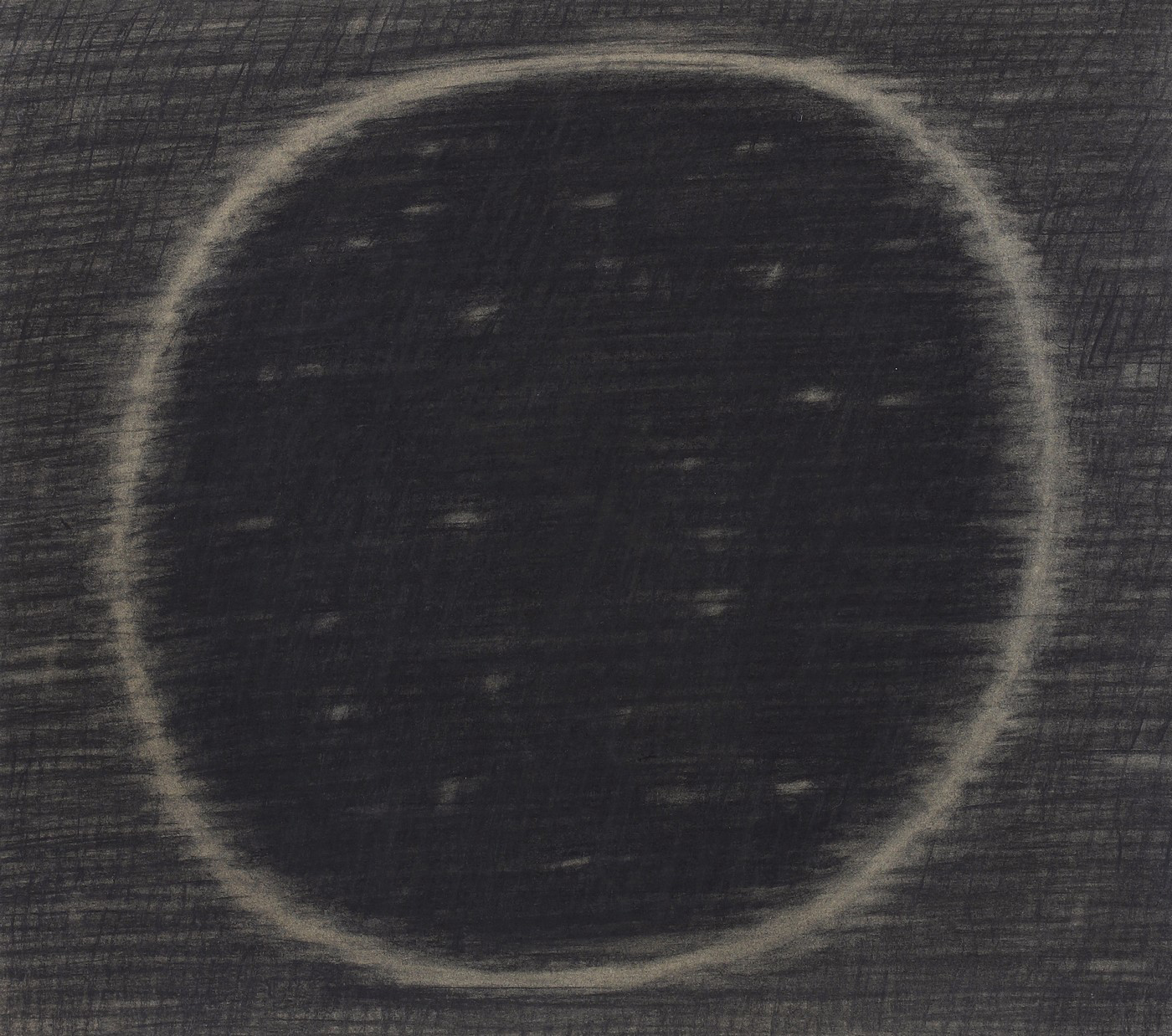
Černý kruh, 1993

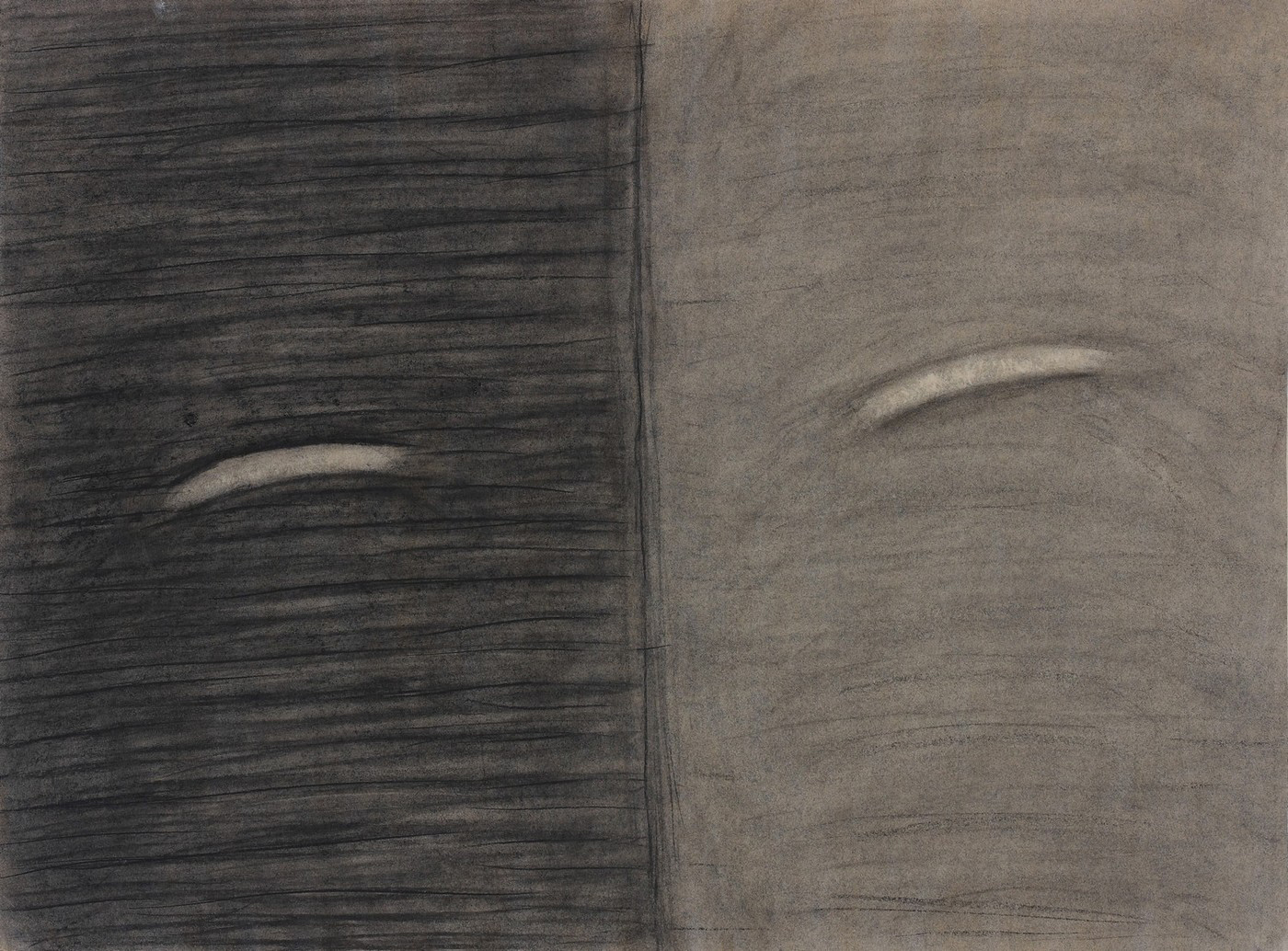
Vznášení, 1997

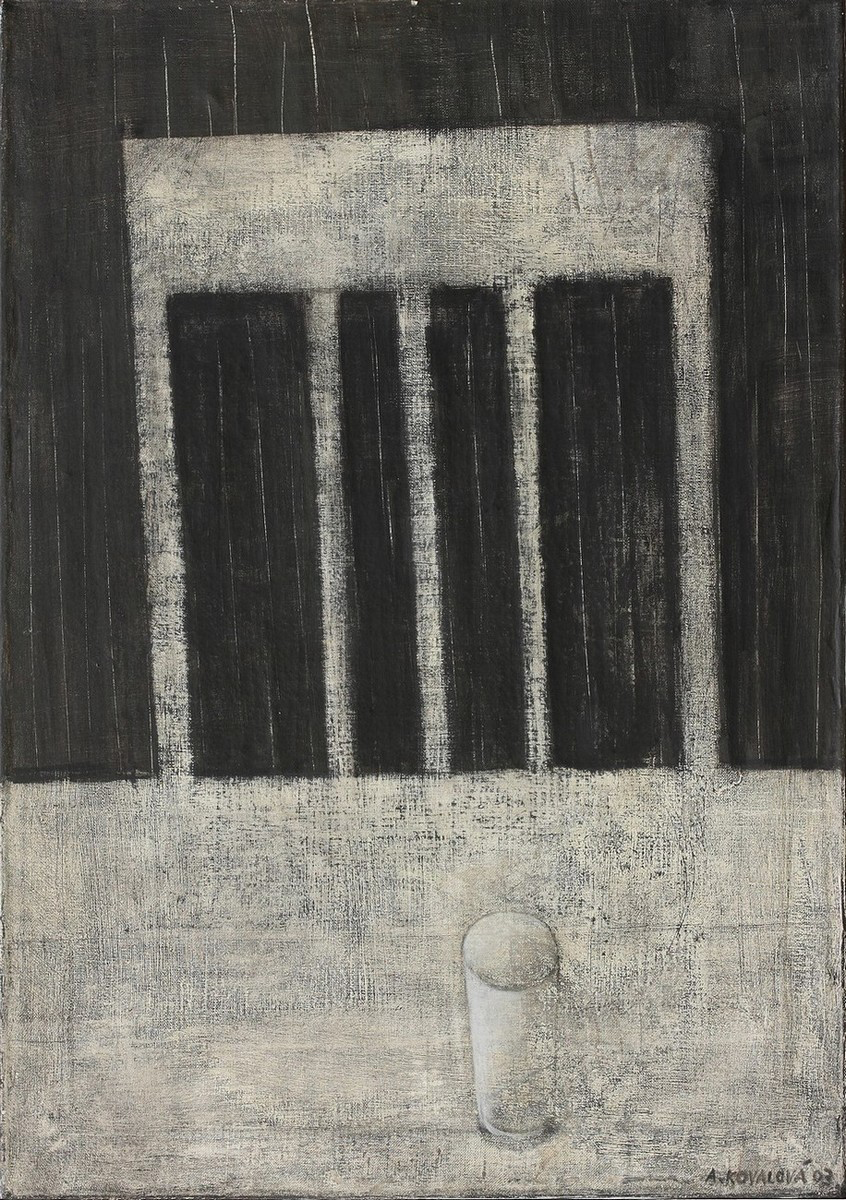
Židle za stolem, 2003

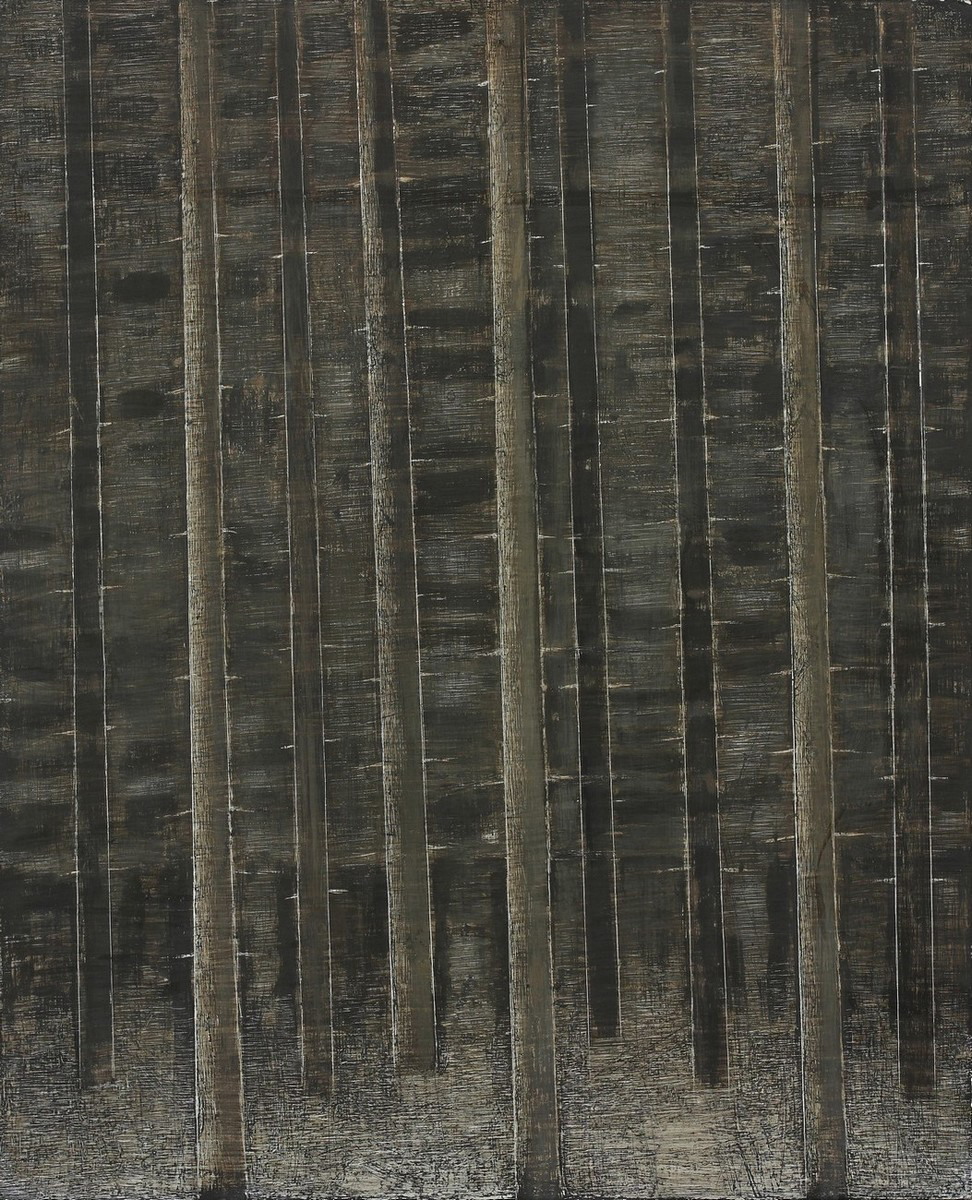
Kmeny, 2007

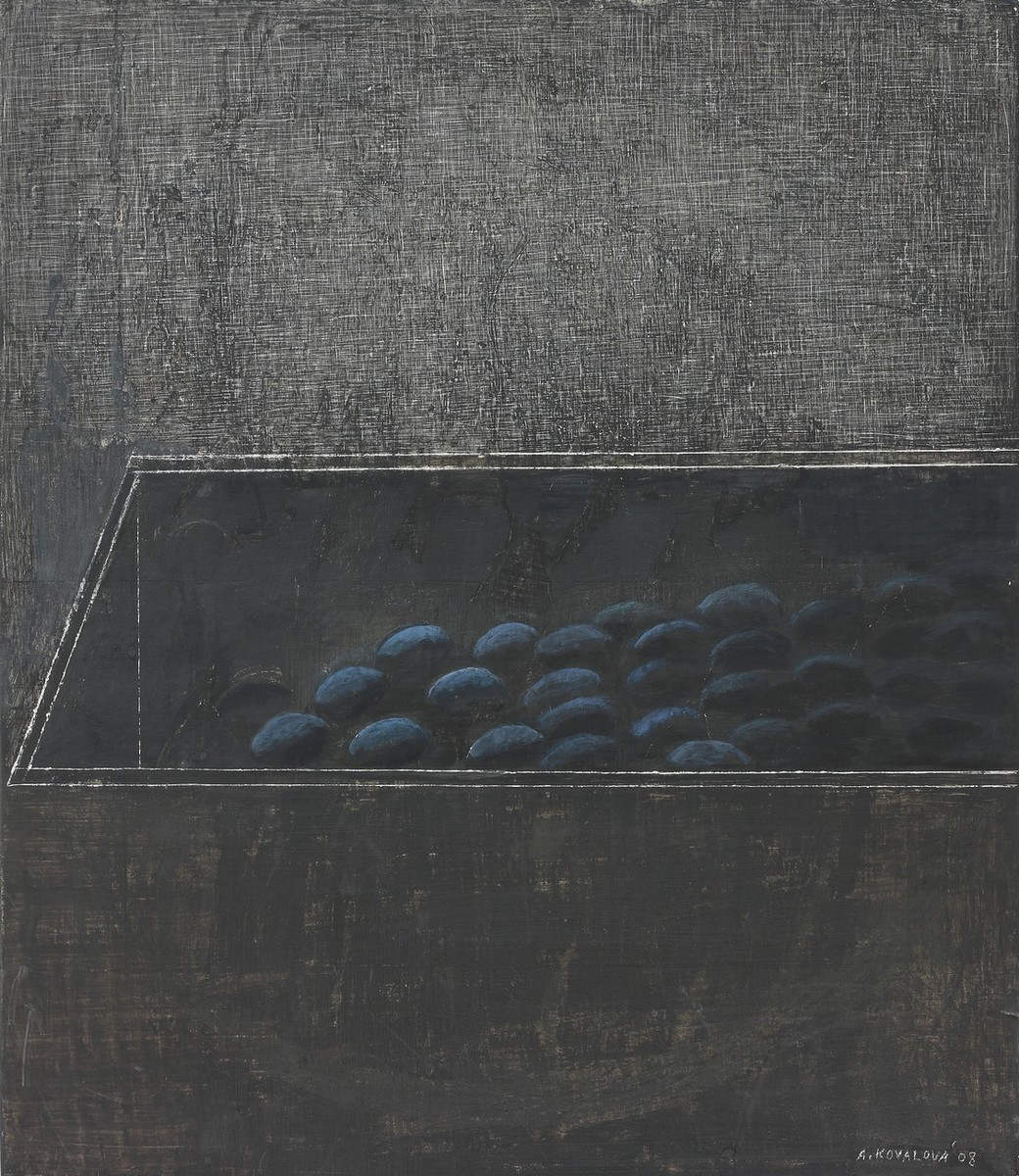
Švestky II, 2008

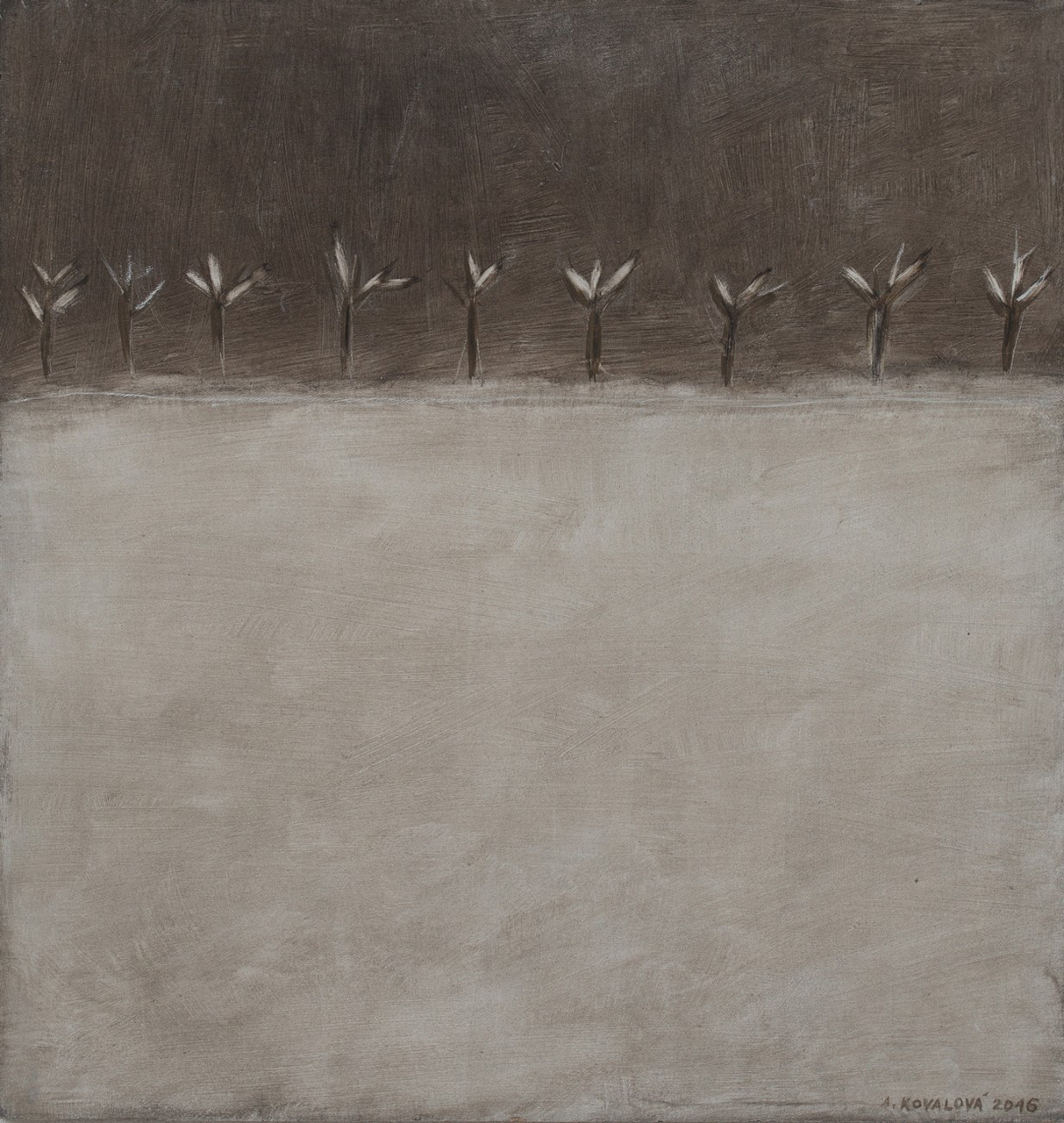
V zimě, 2016

Anežka Kovalová po studiích postupně opustila olejomalbu a své obrazy maluje vaječnou temperou na dřevěné desky nebo plátna. Ve hnětení střídavým nanášením, ubíráním, proškrabováním a překrýváním se dohledává barvy odstínem blízké uhlovým kresbám na balicím papíře. Pro obrazy je typická volba námětů bez lidské přítomnosti, civilnost a lapidárnost věcí prostých a opomíjených, tlumená barevnost podvečerního světla a zemité tóny. Od poloviny 80. let barvu opouští, soustředěná na velkoformátové kresby uhlem na přírodním balicím papíře.
Vzdušné krajiny ze souboru diplomních prací jsou kreslené čistými tahy štětce a výrazným prvkem v nich je pohyb (Podzim, 1972). Koncem 70. let, v rámci stipendijního pobytu v papírnách malovala malé statické obrazy opuštěných hal a skladišť téměř naivizující stylizace a metafyzické povahy (Role papíru, 1978, OGV Jihlava). Kolem roku 1980 se trvalým námětem jejích zátiší stala důvěrně známá místa a věci, se kterými se denně setkává ve svém nejbližším okolí. Maluje stromy, ovoce a zeleninu jako přírodní detaily rámované výsekem lidského prostředí – oknem, plochou stolu, bedničkou (Hrušky, 1979). Důležitým kompozičním principem je seriální řazení morfologicky podobných prvků (Hrušky, 1981).
Krajiny Anežky Kovalové odkazují ke zvláštní poetice obrazů jednoho z jejích pedagogů na AVU, Jiřího Johna. Obsahují svá tajemství a připomínají to, co již zmizelo nebo zůstává skryto (Tání, 1989). Autorka volně interpretuje konkrétní zážitek a přetváří skutečnost v archetypální symbol a nový vícevýznamový útvar (Strom, 1983), který přesahuje empirii viděného. Obohacuje tak tradiční krajinné náměty hlubší psychologickou reflexí, která vychází z jejich vlastních prožitků a citlivě vnímaného existenciálního spojení s přírodou.
Konkrétní zážitek, kterým byl černý kruh uprostřed sněhu po spáleném listí (Spálené místo, 1992), prochází postupnou myšlenkovou transformací a stává se obecným symbolem vymezení určitého prostoru (Vymezení, 1993). Výtvarnice zpřítomňuje enigma místa, které se vyděluje a odlišuje od svého okolí a stává se zhmotnělým významem. Hranice světlých a tmavých ploch obrazu provázejí stopy, které tematizují míjení či vytrácení někdejší přítomnosti člověka (Zaváté stopy, 1993). Stávají se z nich poselství o důležitosti místa a zkušenost přírody splývá se subjektivní existenciální zkušeností.
Anežka Kovalová si pro svou uměleckou cestu zvolila oproštění od vnějšího, při vědomí, že pokud by šla jinou cestou, zakryla by rodnou skutečnost věcí. Zůstala věrná tomu, co načerpala v krajině dětství a co přinášelo jistotu, že se může spolehnout na přírodu, která je ve své proměnlivosti stálá, nabízí optimistické okouzlení i smysl pro řád. Učila se v ní a za ní nacházet ukázněnou jednoduchost a přesahující vážnost a její malířské i kreslířské dílo odkazuje k řádu, na kterém stojí svět. Hovoří prostou výtvarnou řečí, která je esencí hmotného a nehmotného, duchovního i světského, citu i rozumu.
Z autorčina vlastního textu k výstavě v Galerii Václava Špály v Praze, 1996:
...Mou pravdou je pravda staré dřevěné podlahy. Je to bílé světlo v okně. Zbylé stopy sněhu na ploše Země. Omletý kámen. Stěna lesa. Předjarní nahota zahrad. Kánonický tvar hrušky. Samota místa. Ztemnělý keř. Stůl a zeď. Kopec a cesta. Vítr. Padání deště, světla a tmy. Ticho těchto věcí a událostí. Země, která říká: „Jsi ze mě“. To všechno je v nekonečných proměnách její odvěká abeceda a kreslením či malováním z ní vyhledávám vlastní znaky k pojmenování skutečnosti, ve které se čas Země protnul s časem člověka...

### Ilustrace
Ilustrovala básnické sbírky Ondřeje Fibicha, Martina J. Stöhra, Pavla Kolmačky a Jaroslava Seiferta, knihy Severomoravské pověsti a zkazky Bohuslava Indry a Zánik samoty Berhof Vladimíra Körnera.

## Výstavy

### Autorské výstavy (výběr)
- 1978 Anežka Kovalová: Obrazy, Vlastivědný ústav, Šumperk
- 1981 Anežka Kovalová, Miroslav Koval, Divadlo hudby, Olomouc,
- 1984 Anežka Kovalová, Jiří Jílek, Miroslav Koval, Kabinet grafiky, Olomouc
- 1985 Anežka Kovalová, Miroslav Koval, Galerie Opatov, Praha, DK Orlová-Lutyně
- 1988 Anežka Kovalová, Miroslav Koval, Zámek Sobotín, hrad Sovinec
- 1992 Anežka Kovalová, Galerie Opatov, Praha
- 1993 Anežka Kovalová: Kresby, Divadlo hudby OKS, Olomouc
- 1994 Anežka Kovalová, Galerie Pecka, Praha
- 1994/1995 Anežka Kovalová, Miroslav Koval, DU města Opavy, Státní galerie ve Zlíně, Výstavní síň E. Filly v Ústí nad Labem, GMU v Roudnici nad Labem
- 1996/1997 Anežka Kovalová, Galerie Václava Špály, Praha
- 1998 Anežka Kovalová, Dům umění, Procházkova síň, Brno
- 1998 Anežka Kovalová: Uhlové kresby, Divadlo Petra Bezruče, Jeseník
- 1998/1999 Anežka Kovalová: Uhlové kresby, Galerie Jiřího Jílka, Šumperk
- 2001 Anežka Kovalová: Mezi malbou a obrazem, Galerie Magna, Ostrava
- 2004 Anežka Kovalová, Miroslav Koval, Vlastivědné muzeum, Šumperk
- 2005 Anežka Kovalová, Miroslav Koval, Panský dům, Uherský Brod
- 2005 Anežka Kovalová: Kresby a grafiky, Městská knihovna Lipník nad Bečvou
- 2007 Anežka Kovalová, Knihovna Wl.Broniewskiego v Nyse
- 2007 Anežka Kovalová: Kruhy pro Jiřího, Minigalerie 6.15, Zlín
- 2009 Anežka Kovalová: Nadosah ruky / Within reach, Galerie Caesar, Olomouc
- 2014 Anežka Kovalová: Do ticha malby, Galerie Jiřího Jílka, Šumperk
- 2016 Anežka Kovalová, Miroslav Koval, Flemmichova vila, Krnov
- 2016 Anežka Kovalová, Miroslav Koval, Štěpán Koval, Zámek, Bystřice pod Hostýnem
- 2016 Anežka Kovalová: Zastavení v čase, Topičův salon Praha
- 2017 Anežka a Miroslav Kovalovi: Obrazy, kresby, fotografie, Městské muzeum Rýmařov
- 2018 Anežka a Miroslav Kovalovi: Spolu, Galerie Václava Chada, Zlín
- 2018 Anežka Kovalová: V barvě země, Galerie FONS, Pardubice
- 2019 Anežka a Miroslav Kovalovi, Výstavní síň Sokolská 26, Ostrava
- 2019 Anežka a Miroslav Kovalovi: Ilustrace-kresby-fotografie, Vlastivědné muzeum, Šumperk
- 2021 Anežka a Miroslav Kovalovi: Malba, kresba, fotografie, Galerie Synagoga, Hranice
- 2023 Anežka Kovalová: Věci a místa, Galerie Petr Novotný, Praha

### Účast na výstavách (výběr)
- 1975 Severomoravští výtvarní umělci, Galerie výtvarného umění, Ostrava

- 1975 Severomoravští výtvarní umělci, Dům umění, Olomouc

- 1976 Umění mladých - přehlídka současného českého výtvarného umění mladých, Praha

- 1978 Mladí výtvarní umělci, Praha
- 1980 26 mladých výtvarných umělců Olomoucka, Vlastivědné muzeum, Olomouc

- 1983 Anežka Kovalová, Marie Blabolilová, Miroslava Zychová, Galerie ve věži , Mělník

- 1986 Kruh Galerie H, Galerie H, Kostelec nad Černými lesy (Praha-východ)

- 1986 Gallery H Circle, Gallery Art Space, Nishinomiya
- 1986 A4, Galerie H, Kostelec nad Černými lesy (Praha-východ)
- 1987 Proměny krajina Frenštátska II, Městské muzeum, Frenštát pod Radhoštěm (Nový Jičín)
- 1988 Pocta Warholovi, Galerie H, Kostelec nad Černými lesy
- 1988 První jarní den, Galerie H, Kostelec nad Černými lesy
- 1989 Střední věk, Dům U Kamenného zvonu, Praha, Oblastní galerie výtvarného umění, Zlín

- 1992 Situace 1970-1989. Dům umění, Ostrava

- 1992 Souputníci a pokračovatelé díla Jiřího Johna, Jízdárna Pražského hradu, Praha

- 1998 Anežka Kovalová, Marie Blabolilová, Jitka Hilská, Anna Vančátová, Galerie Bayer a Bayer , Praha
- 2000 Anežka Kovalová, Michal Ranný, Svatopluk Slovenčík, Miroslav Koval, Galerie výtvarného umění, Litoměřice, Galerie umění, Karlovy Vary
- 2019/2020 Stará bydliště, Dům pánů z Kunštátu, Brno
- 2021/2022 Pohled do Archivu 15 – PF, DOX, Malá věž, Praha

## Zastoupení ve sbírkách
- Ministerstvo kultury České republiky
- Galerie hlavního města Prahy
- Severočeská galerie výtvarného umění v Litoměřicích
- Alšova jihočeská galerie v Hluboké nad Vltavou
- Galerie výtvarného umění v Ostravě
- Muzeum umění Olomouc
- Oblastní galerie Vysočiny v Jihlavě
- Galerie Art Space, Nishinomiya city, Japonsko
- Galerie H Lázeňská 1112, Kostelec nad Černými lesy
- Vlastivědné muzeum, Šumperk

## Ocenění
- 2013 – Cena města Šumperka v oblasti vzdělávání
- 2015 – Cena Olomouckého kraje za výjimečný počin roku v oblasti výtvarného umění[7]

### Katalogy
- Anežka Kovalová: Obrazy, text Jiří Jílek, kat. 12 s., Vlastivědný ústav, Šumperk 1978
- Anežka Kovalová: Obrazy, Miroslav Koval: Kresby, text Zatloukal Pavel, 8 s., Divadlo hudby OKS, Olomouc 1981
- Marie Blabolilová, Anežka Kovalová, Miroslava Zychová, text Marcela Pánková, 12 stran, Galerie ve věži, Mělník 1983
- Anežka Kovalová, text Maliva Josef, Pánková Marcela, 2 s., Kulturní středisko Opatov, Praha 1985
- Střední věk, text Marie Judlová a kol., Galerie hl. města Prahy / Dům U kamenného zvonu, Praha 1989
- Anežka Kovalová: Kresby, text Boháčová Yvonna, 4 s., Divadlo hudby OKS, Olomouc 1993
- Anežka Kovalová, Miroslav Koval, text Jiří Valoch, 52 s., Dům umění města Opavy, Státní galerie ve Zlíně, Výstavní síň E. Filly v Ústí nad Labem, GMU v Roudnici nad Labem, Dům umění města Opavy 1994
- Anežka Kovalová: uhlové kresby, texty Koval Miroslav, Kovalová Jílková Anežka, 12 s., Galerie Jiřího Jílka, Šumperk 1998
- Anežka Kovalová, Michal Ranný, Svatopluk Slovenčík, Miroslav Koval, texty Jiří Valoch, Jan Skácel, Svatopluk Slovenčík, Anežka Kovalová, Miroslav Koval, 56 stran nečíslovaných, Galerie výtvarného umění, Litoměřice, Galerie umění, Karlovy Vary, GVU Litoměřice 2000
- Anežka Kovalová, texty Koval Miroslav, Kovalová Jílková Anežka, 2 s., Galerie Magna Ostrava 2001
- Anežka a Miroslav Kovalovi, Věci a místa. Rytmy a řád, text Jiří Valoch, Miroslav Koval, Anežka Kovalová, 8 s. , Vlastivědné muzeum, Šumperk 2004
- Anežka a Miroslav Kovalovi: Věci a místa, Rytmy a řád, text Koval Miroslav, 4 s., Galerie Panský dům Domu kultury Uherský Brod 2005
- Anežka Kovalová: Kruhy pro Jiřího, text Jiří Valoch, 4s., Minigalerie 6.15, Zlín 2007
- Anežka Kovalová: Nadosah ruky: Malba a kresba, texty Koval Miroslav, Kovalová Jílková Anežka, kat. 8 s., Galerie Caesar Olomouc 2009
- Anežka Kovalová: Do ticha malby, texty Koval Miroslav, Kovalová Jílková Anežka, 8 s., Galerie Jiřího Jílka, Šumperk 2014
- Anežka Kovalová: Zastavení v čase, text Hlaváčková Miroslava, kat. 16 s., Společnost Topičova salonu, Praha 2016